# Synagoga Bialska we Wrocławiu (ul. Szajnochy 7)
Synagoga Bialska we Wrocławiu – nieistniejąca synagoga terytorialna, która znajdowała się we Wrocławiu, przy ulicy Szajnochy 7-8.
Synagoga została założona przed 1731 rokiem. W 1832 roku synagoga została przeniesiona do nowej siedziby, mieszczącej się przy placu Bohaterów Getta 3.